# 히라오카 이치로
히라오카 이치로(일본어: 平岡 一郎, 1945년 8월 14일 ~ 1995년 11월 17일)는 일본의 전 프로 야구 선수이다. 가나가와현 오다와라시 출신이며 현역 시절 포지션은 투수였다.

## 인물
요코하마 고등학교 시절인 1963년에 팀의 에이스 투수인 이노우에 겐지(후에 도에이에서 활약)의 대기 투수로서 하계 고시엔 대회(제45회 전국 고등학교 야구 선수권 대회)에 첫 출전했다. 팀은 준결승에 진출했지만 이 대회에서 우승한 메이세이 고등학교(오사카부)에게 패했다. 히라오카는 이 대회의 3차전과 준결승전에서 구원 등판했다. 팀 동료로는 2루수였던 사노 가쓰토시가 있다. 고교 졸업 후 1965년 다이요 웨일스에 입단했다.
프로 1년차부터 1군에서 31경기에 등판하여 시즌 3승을 올렸고 이후에도 주로 중간 계투로 기용돼 1967년과 1968년에는 리그 최다 등판을 기록했다. 로테이션이 필요로 할 때는 선발로도 등판한다. 1968년 9월 11일에는 한신 타이거스를 상대로 선발 등판하여 3피안타 무실점의 호투로 첫 완봉 승리를 따냈다.
당시 미하라 오사무 감독으로부터 중용돼 특히 오 사다하루를 상대로 원포인트에 기용되는 등 일명 ‘오 킬러’(王キラー)라고 불렸다. 사다하루와 상대하면서 통산 50타수 13안타, 타율 0.260, 10탈삼진을 기록하였고 피홈런은 단 한 개도 없었다. 다만 사다하루의 말에 의하면 “상대하기가 껄끄러운 투수라고 생각하지 않는다”라고 하여 11시즌을 히라오카와 맞대결했는데 마지막 6년 간은 19타수 8안타를 남겼다.
1970년에는 ‘일본 시리즈에서 요미우리를 상대하기 위한 대책’의 일환으로 당시 노닌 와타루 감독에게서 부탁받아 사카이 가쓰지 투수와의 맞트레이드로 롯데 오리온스에 이적했다. 실제로 그 해 일본 시리즈에서 4경기에 등판했다. 이듬해 1971년 이케다 시게키 투수와의 맞트레이드로 친정팀인 다이요에 복귀했고 1976년에는 히로시마 도요 카프에 이적하여 이듬해 1977년을 끝으로 현역에서 은퇴했다. 은퇴 후에는 시나가와 발조 제작소에서 일했다.
다이요 시절인 1972년 7월 12일, 히로시마를 상대로 한 더블헤더에서 연투했고 그 해 3승 가운데 2승을 단 하루 만에 거두는 진기록도 달성했다. 1995년 11월 17일에 향년 50세의 나이로 사망했다.

## 상세 정보

### 출신 학교
- 요코하마 고등학교

### 선수 경력
- 다이요 웨일스(1965년 ~ 1969년, 1971년 ~ 1975년)
- 롯데 오리온스(1970년)
- 히로시마 도요 카프(1976년 ~ 1977년)

### 등번호
- 46(1965년 ~ 1968년)
- 15(1969년, 1971년 ~ 1974년)
- 14(1970년)
- 55(1975년)
- 18(1976년)
- 49(1977년)

### 연도별 투수 성적
| 연 도       | 소 속       | 등 판 | 선 발 | 완 투 | 완 봉 | 무 4 구 | 승 리 | 패 전 | 세 이 브 | 홀 드 | 승 률 | 타 자 | 이 닝 | 피 안 타 | 피 홈 런 | 볼 넷 | 고 4 | 몸 맞 | 탈 삼 진 | 폭 투 | 보 크 | 실 점 | 자 책 점 | 평 자 책 | W H I P |
| ----------- | ----------- | ----- | ----- | ----- | ----- | ------- | ----- | ----- | -------- | ----- | ----- | ----- | ----- | -------- | -------- | ----- | ---- | ----- | -------- | ----- | ----- | ----- | -------- | -------- | ------- |
| 1965년      | 다이요      | 31    | 6     | 1     | 0     | 0       | 3     | 3     | --       | --    | .500  | 286   | 69.0  | 55       | 3        | 29    | 1    | 2     | 52       | 1     | 1     | 23    | 15       | 1.96     | 1.22    |
| 1966년      | 다이요      | 37    | 1     | 0     | 0     | 0       | 1     | 5     | --       | --    | .167  | 259   | 61.2  | 55       | 6        | 25    | 3    | 3     | 33       | 1     | 1     | 31    | 27       | 3.96     | 1.30    |
| 1967년      | 다이요      | 57    | 3     | 0     | 0     | 0       | 4     | 5     | --       | --    | .444  | 335   | 75.2  | 79       | 5        | 33    | 0    | 2     | 54       | 0     | 0     | 37    | 31       | 3.67     | 1.48    |
| 1968년      | 다이요      | 66    | 5     | 1     | 1     | 0       | 2     | 6     | --       | --    | .250  | 302   | 73.1  | 60       | 6        | 21    | 1    | 3     | 63       | 0     | 0     | 28    | 26       | 3.21     | 1.10    |
| 1969년      | 다이요      | 44    | 11    | 2     | 1     | 1       | 4     | 6     | --       | --    | .400  | 375   | 92.1  | 74       | 10       | 31    | 1    | 4     | 66       | 2     | 1     | 41    | 39       | 3.82     | 1.14    |
| 1970년      | 롯데        | 20    | 1     | 0     | 0     | 0       | 1     | 1     | --       | --    | .500  | 117   | 23.1  | 29       | 5        | 18    | 4    | 1     | 14       | 1     | 0     | 20    | 19       | 7.43     | 2.01    |
| 1971년      | 다이요      | 31    | 6     | 0     | 0     | 0       | 3     | 1     | --       | --    | .750  | 196   | 49.0  | 42       | 2        | 8     | 0    | 2     | 31       | 1     | 0     | 10    | 10       | 1.84     | 1.02    |
| 1972년      | 다이요      | 29    | 6     | 0     | 0     | 0       | 3     | 1     | --       | --    | .750  | 239   | 55.2  | 51       | 2        | 30    | 4    | 3     | 39       | 0     | 0     | 18    | 14       | 2.25     | 1.46    |
| 1973년      | 다이요      | 24    | 2     | 0     | 0     | 0       | 1     | 2     | --       | --    | .666  | 118   | 26.1  | 30       | 3        | 16    | 1    | 1     | 13       | 1     | 0     | 16    | 14       | 4.85     | 1.75    |
| 1974년      | 다이요      | 8     | 1     | 0     | 0     | 0       | 0     | 0     | 0        | --    | ----  | 36    | 6.0   | 14       | 3        | 4     | 0    | 0     | 0        | 0     | 0     | 10    | 10       | 15.00    | 3.00    |
| 1976년      | 히로시마    | 2     | 0     | 0     | 0     | 0       | 0     | 0     | 0        | --    | ----  | 11    | 2.0   | 3        | 0        | 3     | 0    | 0     | 0        | 0     | 0     | 3     | 3        | 13.50    | 3.00    |
| 통산 : 11년 | 통산 : 11년 | 349   | 42    | 4     | 2     | 1       | 22    | 30    | 0        | --    | .423  | 2274  | 534.1 | 492      | 45       | 218   | 15   | 21    | 365      | 7     | 3     | 237   | 208      | 3.51     | 1.33    |

- 굵은 글씨는 시즌 최고 성적.